# Lago Djupkun
Il lago Djupkun (in russo Дюпкун?) è un lago di origine tettonica della Russia, situato  al confine tra l'Ėvenkijskij e il Tajmyrskij rajon del territorio di Krasnojarsk. 

## Geografia
Il lago appartiene al bacino del Mare di Kara: si trova a un'altitudine di 109 m sul livello del mare e occupa il fondovalle alla periferia sud-occidentale dell'altopiano Putorana, all'interno del circolo polare artico. Immissario ed emissario è il fiume Kurejka, affluente di destra dello Enisej. Il lago ha una superficie di 199 km² e un bacino idrografico di 27 700 km². La sua lunghezza è di 125 m, per una larghezza di 2,5 km.
Vicino alla sponda meridionale si trova la cascata Tal'nikovyj, alta circa 600 m è la più alta della Russia.